# Faramea blechoides
Faramea blechoides är en måreväxtart som beskrevs av Paul Carpenter Standley. Faramea blechoides ingår i släktet Faramea och familjen måreväxter. Inga underarter finns listade i Catalogue of Life.